# Радкевич Дмитро Михайлович
Дмитро́ Миха́йлович Радке́вич — підполковник Збройних сил України, учасник російсько-української війни.
Станом на березень 2017-го — військовослужбовець Східного ТрУ Нацгвардії України. Проживає у місті Харків з дружиною, сином та донькою.

## Нагороди
За особисту мужність і героїзм, виявлені у захисті державного суверенітету та територіальної цілісності України, вірність військовій присязі під час російсько-української війни
- нагороджений орденом «За мужність» III ступеня (25.3.2015).